# Cadolah de Friuli
Cadolah (de asemenea, Cadalaus, Cadolach, Chadalhoh sau Chadolah) (d. 819) a fost duce franc de Friuli de la 817 până la moarte.
Cadolah a fost fiul contelui Berthold din familia Ahalolfingerilor.
Cadolah a fost patron al mănăstirii St. Gallen. Împreună cu fratele său Uuago, a donat acestei mănăstiri proprietăți în orașul Wanga, printr-o chartă datată în 23 octombrie 805. De asemenea, a făcut donații similare în 17 noiembrie 817, moment în care purta titlul comital (comis); cu aceeași ocazie, dădea indicații fiului său, Berthold, să facă donații în numele său după moarte.
Anterior, primise stăpâniri în Dalmația, unde a fost conducătorul local în momentul în care o ambasadă de la Constantinopol a trecut prin regiune, în drumul său către curtea împăratului Ludovic Piosul în 816.
Cronicarul carolingian Eginhard îl numește sub numele de Cadolaum comitem et marcæ Foroiuliensis præfectum ("Cadolah, conte și prefect al Mărcii friulane") în 818. Mai tîrziu, același cronicar îl numește ca dux Foroiuliensis, atunci când relatează despre moartea sa după întoarcerea împăratului dintr-o campanie împotriva ducelui croat Ljudevit Posavski din 819. Potrivit Gesta Hludowici Imperatoris a lui Thegan din Trier, Cadolah a fost înlocuit în Ducatul de Friuli cu Balderic. 